# Липовець (Шмарє-при-Єлшах)
Липовець (словен. Lipovec) — поселення в общині Шмарє-при-Єлшах, Савинський регіон, Словенія. 
Висота над рівнем моря: 348,6 м.